# Louis von Wild
Louis Wild, seit 1888 Louis von Wild, (* 22. März 1817 in Kassel; † 7. September 1907 in Rotenburg an der Fulda) war ein deutscher Gutsbesitzer und Mitglied der kurhessischen Ständeversammlung.

## Leben
Louis von Wild war ein Sohn des Apothekers und Medizinalassessors Hermann Rudolph Wild und dessen Ehefrau Marianne Alla. Er war Besitzer des Hofes Guttels bei Rotenburg.
Von 1861 bis 1862 hatte er als Vertreter der größeren Grundbesitzer ein Mandat für die Zweite Kammer der kurhessischen Ständeversammlung.
Von 1862 bis 1866 war er für die Höchstbesteuerten des Wahlkreises Hersfeld im Parlament (20. bzw. 21. Landtag).
1888 wurde er in den Adelsstand erhoben.